# NGC 5984
NGC 5984 (również PGC 55853 lub UGC 9987) – galaktyka spiralna z poprzeczką (SBcd), znajdująca się w gwiazdozbiorze Węża. Odkrył ją William Herschel 19 marca 1787 roku.